# Heliasteridae
Heliasteridae es una familia de Asteroidea (estrellas de mar) en el orden Forcipulatida.
El disco es grande y está poco elevado; se confunde con la base de los radios. Los radios son numerosos, de 20 a 44, cortos y afilados; en los adultos más o menos unidos en sus bases, por lo que tan solo una parte, generalmente pequeña, queda libre. El esqueleto abactinal está reticulado y presenta muchas espinas, pedicelarios y pápulas. Los pies ambulacrales son biseriados, ordenados en zig-zag; en la parte media del radio, por lo general, adoptan una disposición tetraseriada. Los pedicelarios son rectos y cruzados. Generalmente presentan una sola madreporita.

## Géneros
Incluye dos géneros: Heliaster desde el Pacífico (California a Chile, incluyendo islas) y Labidiaster de Sudamérica, Antártico y océanos subantárticos.
En The World Register of Marine Species se reconocen dos géneros y siete especies:
- Heliaster Gray, 1840
  - Heliaster canopus Perrier, 1875
  - Heliaster cumingi (Gray, 1840)
  - Heliaster helianthus (Lamarck, 1816)
  - Heliaster kubiniji Xantus, 1860
  - Heliaster microbrachius Xantus, 1860
  - Heliaster polybrachius H.L. Clark, 1907
  - Heliaster solaris A.H. Clark, 1920
- Labidiaster Lütken, 1872
  - Labidiaster annulatus Sladen, 1889
  - Labidiaster radiosus Lütken, 1871